# هوارد جون لويد
هوارد جون لويد هو سياسي كندي، ولد في 16 مارس 1930 في كندا. حزبياً، نشط في British Columbia Social Credit Party ‏.